# АТУЛ-АЛ2
АТУЛ-АЛ2 — советский городской автобус, который выпускался ремонтным заводом авторемонтного управления Ленсовета (АТУЛ). Специально для него, удлинив раму от ЗИС-5 и добавив третью неведущую ось, был разработан обтекаемый оригинальный по тем временам кузов, который представлял собой деревянный каркас, обшитый листовой сталью.
АЛ-2 ходили по улицам Ленинграда и были гордостью города. В годы Великой Отечественной войны автобусы работали на Дороге жизни, вывозя детей из блокадного Ленинграда. Один из таких автобусов сейчас экспонируется в музее Дороги жизни в посёлке Ладожское Озеро.